# 아널드 팔라시오스

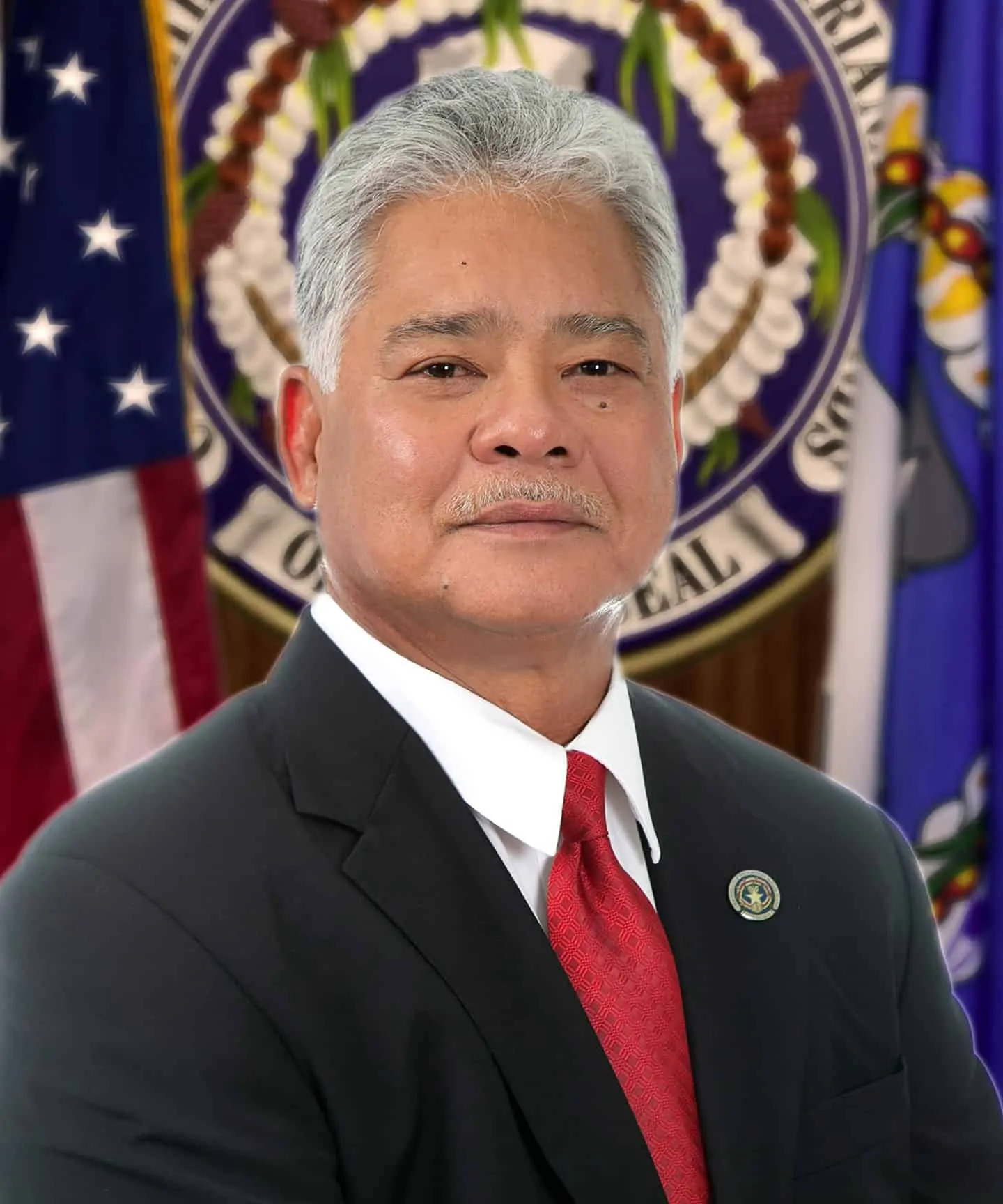

아널드 팔라시오스(Arnold Palacios), 본명 아널드 인달레시오 팔라시오스(Arnold Indalecio Palacios, 1955년 8월 22일 ~ 2025년 7월 23일)는 2023년부터 2025년 사망할 때까지 북마리아나 제도의 10대 지사를 지낸 북마리아나 제도의 정치인이다. 그는 이전에 2019년부터 2023년까지 북마리아나 제도의 12대 부지사를 지냈으며, 북마리아나 제도 상원과 북마리아나 제도 하원의 의원이었다. 평생 공화당 당원이었지만, 2021년부터 2024년까지 잠시 당을 떠났는데, 이때 그는 지사로 선출된 최초의 무소속이 되었다.

## 어린 시절
팔라시오스는 1955년 8월 22일 사이판섬에서 마리아나 제도 정치적 지위 위원회 위원인 프란시스코 T. 팔라시오스 박사의 아들로 태어났다. 팔라시오스는 포틀랜드 주립 대학교에서 경영학 학사를 취득했다. 그는 1990년대에 어류 및 야생동물 국장을 역임했다.

## 정치 경력
팔라시오스는 북마리아나 제도 하원에서 제3선거구를 대표했는데, 이 선거구는 사이판섬과 북부 제도의 일부를 포함한다. 그는 16대 의회에서 2008년 1월 14일 취임 후 하원 의장을 지냈다.
팔라시오스는 2009년 주지사 선거에서 주지사 후보 하인츠 호프슈나이더의 러닝메이트였다. 1차 투표에서는 근소한 차이로 승리했지만, 제도의 첫 결선 투표에서 코버넌트당 후보 베니뇨 피티알에게 패했다.
2010년부터 2014년까지 팔라시오스는 엘로이 이노스 주지사 밑에서 토지 및 천연자원부 장관을 지냈다.
2014년 총선에서 팔라시오스는 후스토 송가오 키투구아와 함께 북마리아나 제도 상원에 선출되었으며, 제3 상원 선거구(사이판섬)에서 2석을 놓고 경쟁한 7명의 후보를 물리쳤다. 그는 2015년 1월 12일 제19대 코먼웰스 의회 상원의원으로 취임했다. 제19대 코먼웰스 의회 시작 시 팔라시오스는 만장일치 호명으로 원내대표로 선출되었다.
2018년 주지사 선거에서 현직 주지사 랄프 토레스는 팔라시오스를 자신의 러닝메이트로 선택했다. 이 후보는 1차 투표에서 승리했으며, 팔라시오스는 12번째 부지사가 되었다.
2021년, 팔라시오스는 2022년 선거에서 토레스에 맞서 주지사 선거에 도전할 것이라고 발표했으며, 사이판섬 시장 데이비드 M. 아파탕을 러닝메이트로 삼았다. 팔라시오스는 또한 무소속으로 출마할 것이라고 발표했다. 1차 투표에서 2위를 차지한 후, 낙선한 민주당 후보 티나 사블란은 팔라시오 진영을 지지하며, 유사한 정책 목표를 일치시키기 위한 "통합 서약"을 체결했다. 팔라시오스는 2차 투표에서 승리하여 북마리아나 제도에서 주지사 선거에서 승리한 최초의 무소속 후보가 되었다. 선거 후 팔라시오스는 사블란의 러닝메이트였던 레일라 스태플러를 포함한 여러 민주당원을 자신의 내각에 임명했다.
팔라시오스는 2024년 12월에 공화당에 다시 합류했다. 이는 도널드 트럼프가 미국 대통령으로 재선된 직후였으며, 팔라시오스는 트럼프의 비전과 정책이 섬들의 번영을 증진하려는 자신의 목표와 일치한다고 믿었기 때문에 자신의 결정을 정당화했다. 팔라시오스는 북마리아나 제도의 지역 당 지도부와 상의 없이 국가당과 협력하여 이 결정을 내린 것으로 알려졌다.

## 개인 생활과 죽음
팔라시오스는 웰라 사블란 팔라시오스와 결혼하여 네 명의 자녀를 두었다.
팔라시오스는 2025년 7월 23일 캐피틀힐 사무실에서 쓰러져 의료 치료를 위해 데데도, 괌으로 공수되었다. 그는 몇 시간 후 69세의 나이로 사망했다.

## 같이 보기
- 미국 당적 변경자 목록